# Trichaeta quadriplagata
Trichaeta quadriplagata là một loài bướm đêm thuộc phân họ Arctiinae, họ Erebidae.